# Audi 90
Der Audi 90 war ein Fahrzeugmodell der Audi AG, bis 1985 auch AUDI NSU Auto Union AG.
Unter dieser Modellbezeichnung wurden drei unterschiedliche Limousinen angeboten: Von 1966 bis 1971 stellte der Audi Super 90 die Luxusvariante der Baureihe Audi F103 dar (die Zahl 90 bezeichnete hier die Motorleistung in PS, nicht die Baureihe). Von 1984 bis Juli 1986 wurde der Audi 90 (B2) als Luxusvariante des Audi 80 B2 (Typ 81/85) hergestellt. Von August 1986 bis 1991 war der Audi 90 (B3) die Luxusversion des Audi 80 B3 (Typ 89).

## Audi 90 B2 (Typ 81/85)

### Allgemeines

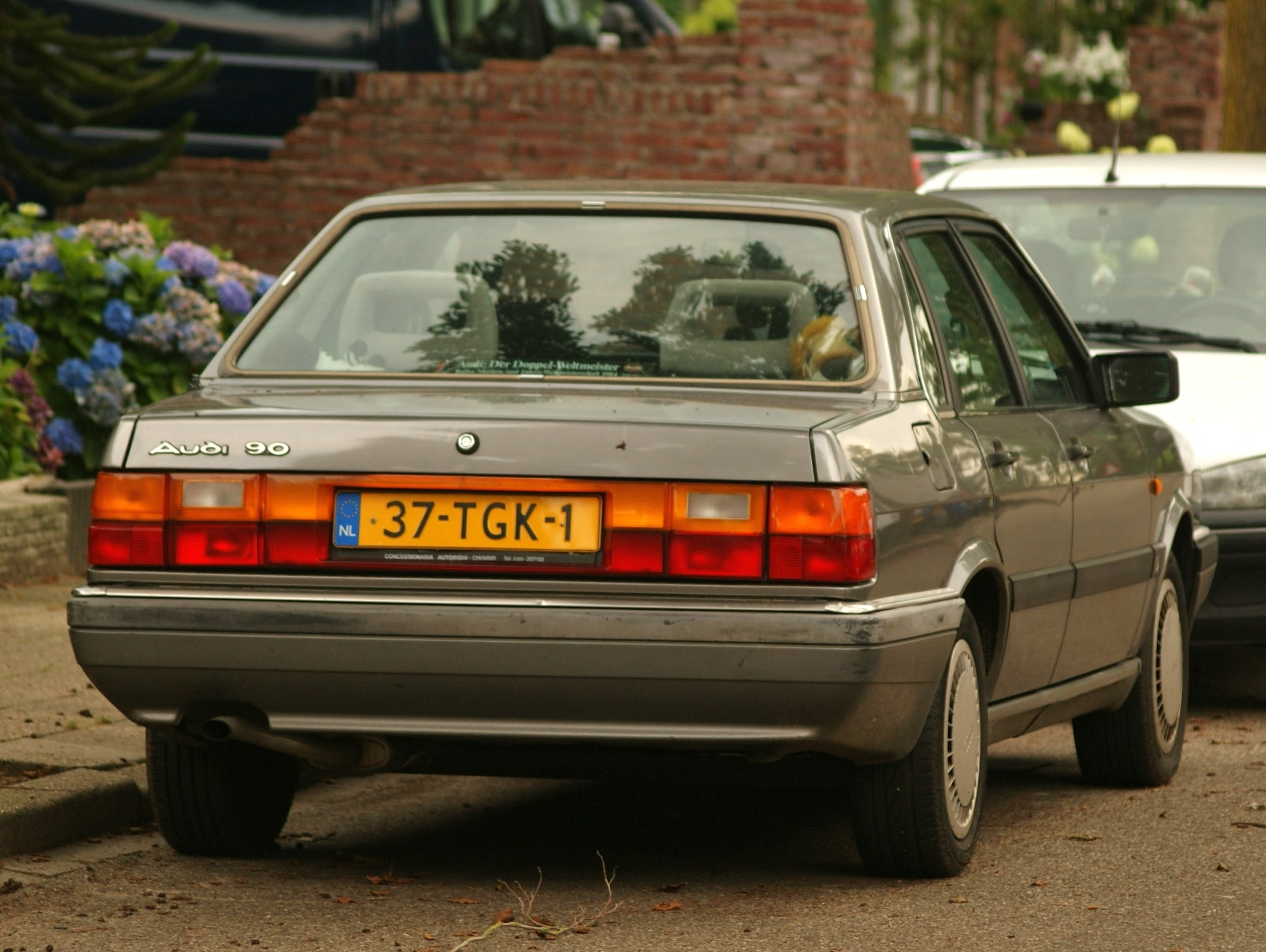
Heckansicht

Ziel dieser Modellreihe war, basierend auf dem im August 1984 überarbeiteten Audi 80 B2 Typ 81/85, mit einem sportlich-exklusiven Modell unterhalb des deutlich größeren Audi 100 C3 gegen BMW 3er und Mercedes 190 zu konkurrieren.
Neben vielen verwendeten Karosseriebauteilen des Audi Coupé GT unterschied sich der Audi 90 ebenfalls durch stärkere Motoren und eine bessere Ausstattung vom Audi 80. Die wesentlichen äußerlichen Unterschiede waren Breitbandscheinwerfer, aus Thermoplast gefertigte Stoßstangen mit eingepassten Blinkleuchten und Nebelscheinwerfern, geclipste Seitenschweller, Nirosta-Zierleisten auf den Stoßstangen und in den Türschutzleisten sowie eine orange-rote Mittelblende am Heck, ähnlich der des Audi 200.
Der Audi 90 wurde nur mit Fünfzylinder-Reihenmotoren ausgeliefert. Eine Ausnahme ist der seltene Vierzylinder-Turbodiesel mit 1,6 Liter Hubraum und 51 kW (70 PS). Der 90er war von Beginn an entweder mit Frontantrieb (Typ 81) oder mit quattro-Antrieb (Typ 85, nur mit 2,2-Liter-Motor) erhältlich. Ab dem Modelljahr 1985 wurde der 2,2-Liter-Motor auch mit geregeltem Katalysator für bleifreies Benzin ausgeliefert. Der 2,0-Liter-Motor war erst ab 1986 für bleifreies Benzin und nur mit ungeregeltem Katalysator verfügbar.
Eine weitere Neuheit war die Verfügbarkeit eines Antiblockiersystems (ABS) – nur für 2,2-Liter-Motor – gegen einen Aufpreis von 3725 DM. Eine Servolenkung gehörte beim 2,2-Liter-Motor zur Serienausstattung. Weitere Optionen waren elektrische Fensterheber, elektrisch verstellbare Außenspiegel und Schiebedach sowie eine Scheinwerferreinigungsanlage, Klimaanlage und Geschwindigkeitsregelanlage (Tempomat).

### Motoren/Fahrleistungen
| Modell              | Motorkenn- buchstaben | Typ | Motorbauart, Hubraum   | Leistung      | Höchstgeschwindigkeit | Beschleunigung (0–100 km/h) |
| ------------------- | --------------------- | --- | ---------------------- | ------------- | --------------------- | --------------------------- |
| 2.0                 | JS                    | 81  | Fünfzylinder, 1970 cm³ | 85 kW/115 PS  | 187 km/h              | 9,5 s                       |
| 2.0 (U-Kat)         | SK                    | 81  | Fünfzylinder, 1970 cm³ | 84 kW/113 PS  | 181 km/h              | 11,7 s                      |
| 2.2                 | KV                    | 81  | Fünfzylinder, 2226 cm³ | 100 kW/136 PS | 200 km/h              | 8,6 s                       |
| 2.2 (G-Kat)         | KX                    | 81  | Fünfzylinder, 2226 cm³ | 85 kW/115 PS  | 187 km/h              | 9,5 s                       |
| 2.2 quattro         | KV                    | 85  | Fünfzylinder, 2226 cm³ | 100 kW/136 PS | 200 km/h              | 9,0 s                       |
| 2.2 quattro (G-Kat) | KX/JT                 | 85  | Fünfzylinder, 2226 cm³ | 88 kW/120 PS  | 189 km/h              | 9,6 s                       |
| 1.6 TD              | CY                    | 81  | Vierzylinder, 1570 cm³ | 51 kW/070 PS  | 160 km/h              | 14,4 s                      |

## Audi 90 B3 (Typ 89/Typ 89Q)

### Allgemeines
Im Mai 1987 erschien der Audi 90 B3. Er unterscheidet sich durch eine geänderte Frontpartie, in Wagenfarbe lackierte Stoßfänger und Außenspiegel, in die vorderen Stoßfänger integrierte Blinkleuchten, verchromte Zierleisten an den Stoßfängern sowie durch geänderte Front- und Heckleuchten vom Audi 80 B3/Typ 89. Auch hier wurden im Vergleich zum Audi 80 leistungsstärkere Motoren sowie eine hochwertigere Innenausstattung eingesetzt. Zusätzlich wurde die Liste der Sonderausstattungen erweitert. Diese Baureihe hatte eine vollverzinkte Karosserie. Das von Audi entwickelte Sicherheitssystem Procon-ten war gegen Aufpreis erhältlich.
Es wurden Fünfzylinder-Ottomotoren mit 2,0 und 2,3 Liter Hubraum sowie ein Vierzylinderturbodieselmotor mit 1,6 Liter Hubraum angeboten.
Ab Februar 1988 gab es bei Audi den ersten Vierventilmotor in Großserie im „Audi 90 Quattro 20V“ mit 1994 cm³ Hubraum und einer Leistung von 118 kW (160 PS) mit ungeregeltem Katalysator (Motorkennbuchstaben: NM) sowie als „2.3 20V“ mit 2309 cm³ und 125 kW (170 PS) mit Katalysator (MKB: 7A). Der Fünfzylindermotor mit 2,3 Liter Hubraum und 100 kW (136 PS; ab 1990 dann mit 98 kW/133 PS) ist das populärste Audi-90-Triebwerk. Die Modelle 2.0 20V, 2.3E und 2.3 20V gab es mit dem Allradantrieb quattro.
Den 2.3E gab es anfangs mit Dreistufen-Automatik ohne Wandlerüberbrückung. Ab 1990 wurden die Modelle mit 2.3E und 2.3 20V mit Vierstufen-Automatik angeboten. Hier gab es dann auch eine Sport-Taste und der vierte Gang hatte eine Wandlerüberbrückung.
Audi Super 90
1988 entwickelte Audi auf Basis des Audi 90 ein Gruppe A Rennwagen für Rund- und Rally-Einsätze. Hierfür sollten ab 1990 mindestens 5000 Fahrzeuge für die Homologation gefertigt werden. Angetrieben werden sollte das Fahrzeug mit einem 2.3l Fünfzylinder Turbo mit 360 PS. Eine Ausbaustufe mit 530 PS war ebenfalls geplant. Nach Einsatz des Audi V8 im Rennbetrieb wurde das Projekt nicht weiter verfolgt. Zu einer Serienfertigung kam es nicht. Gebaut wurde lediglich ein Prototyp mit einem Vierzylinder Turbomotor mit 300 PS.
Übersicht

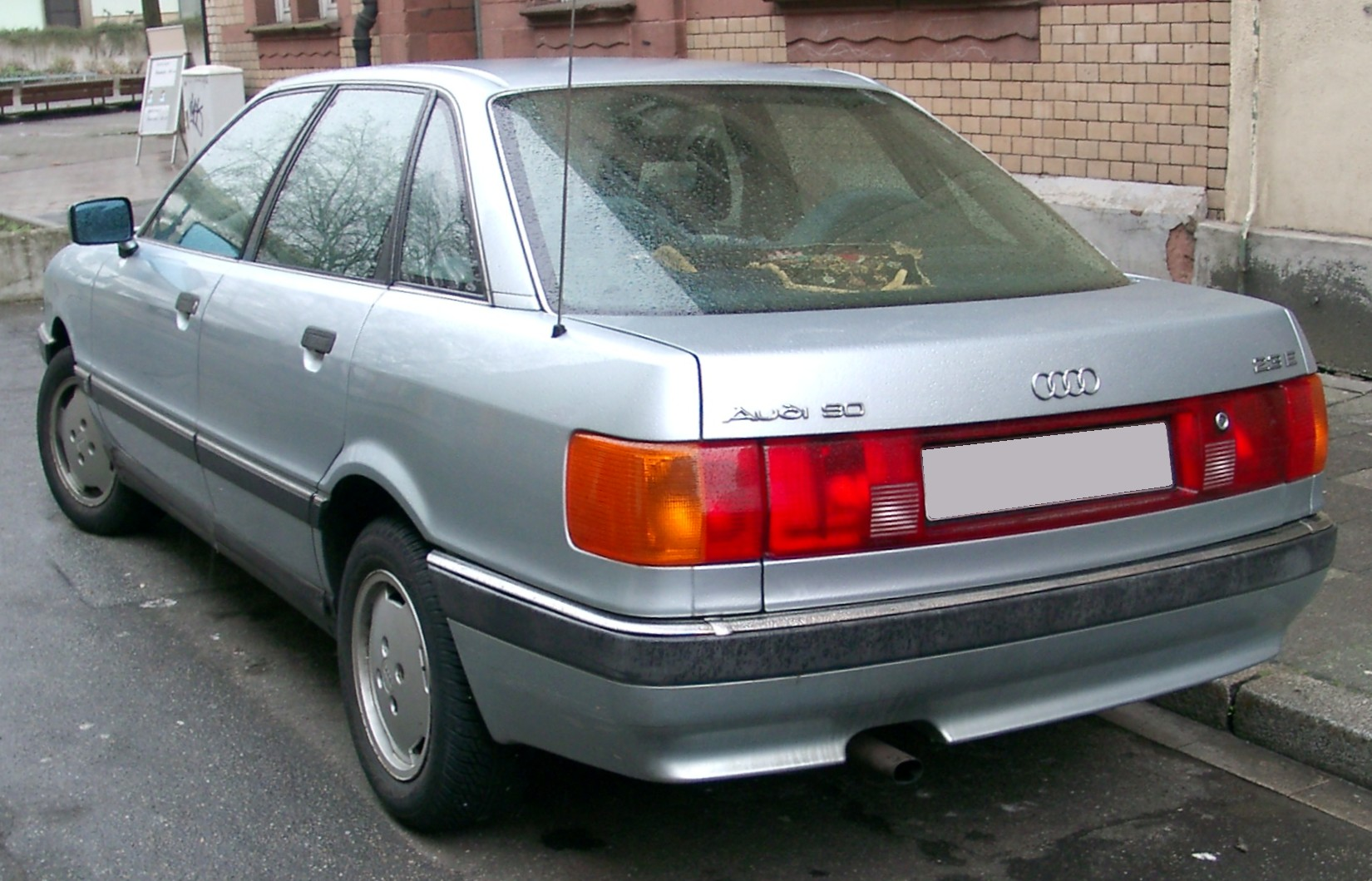
Heckansicht
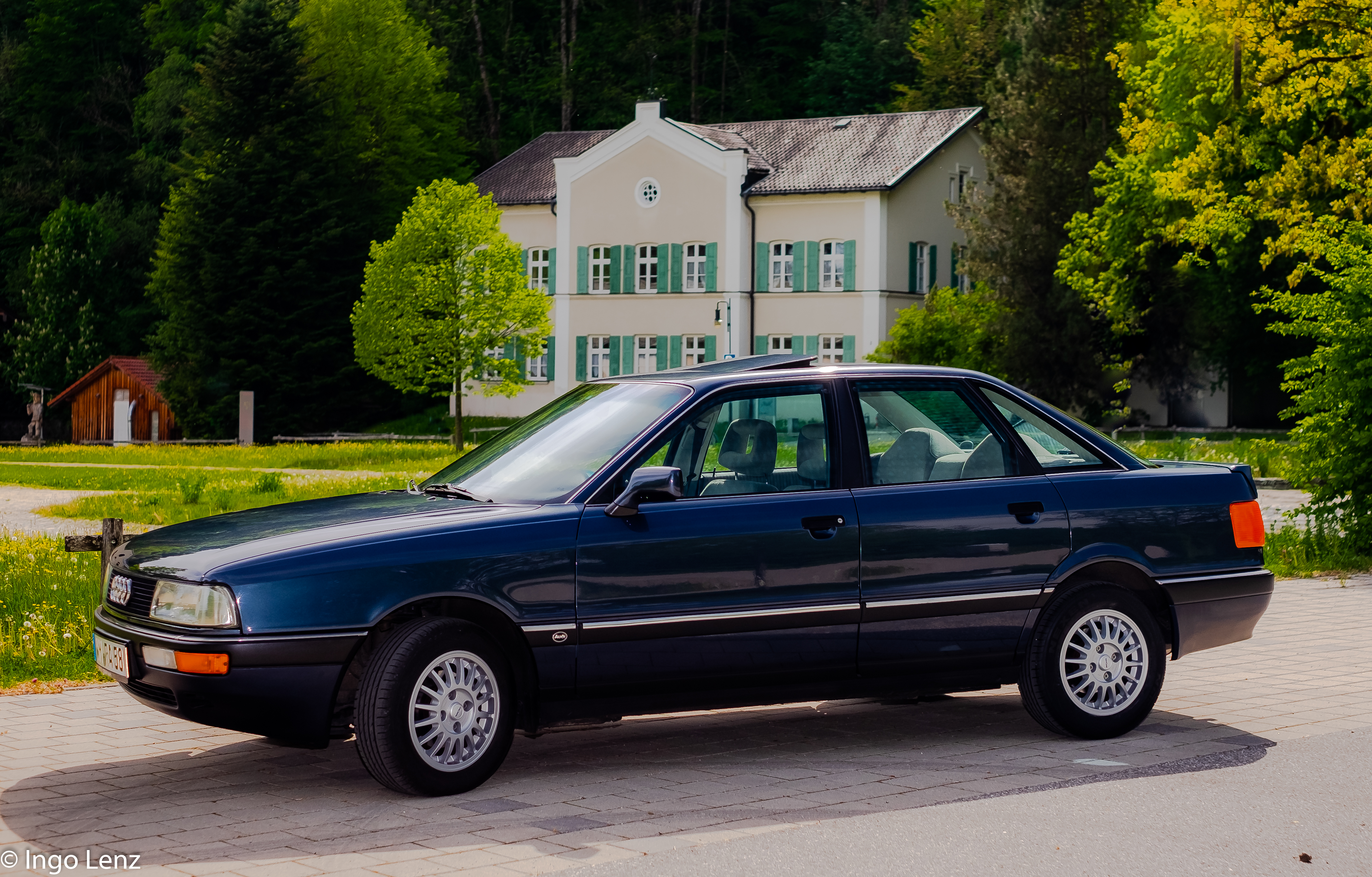
Audi 90 2.3E
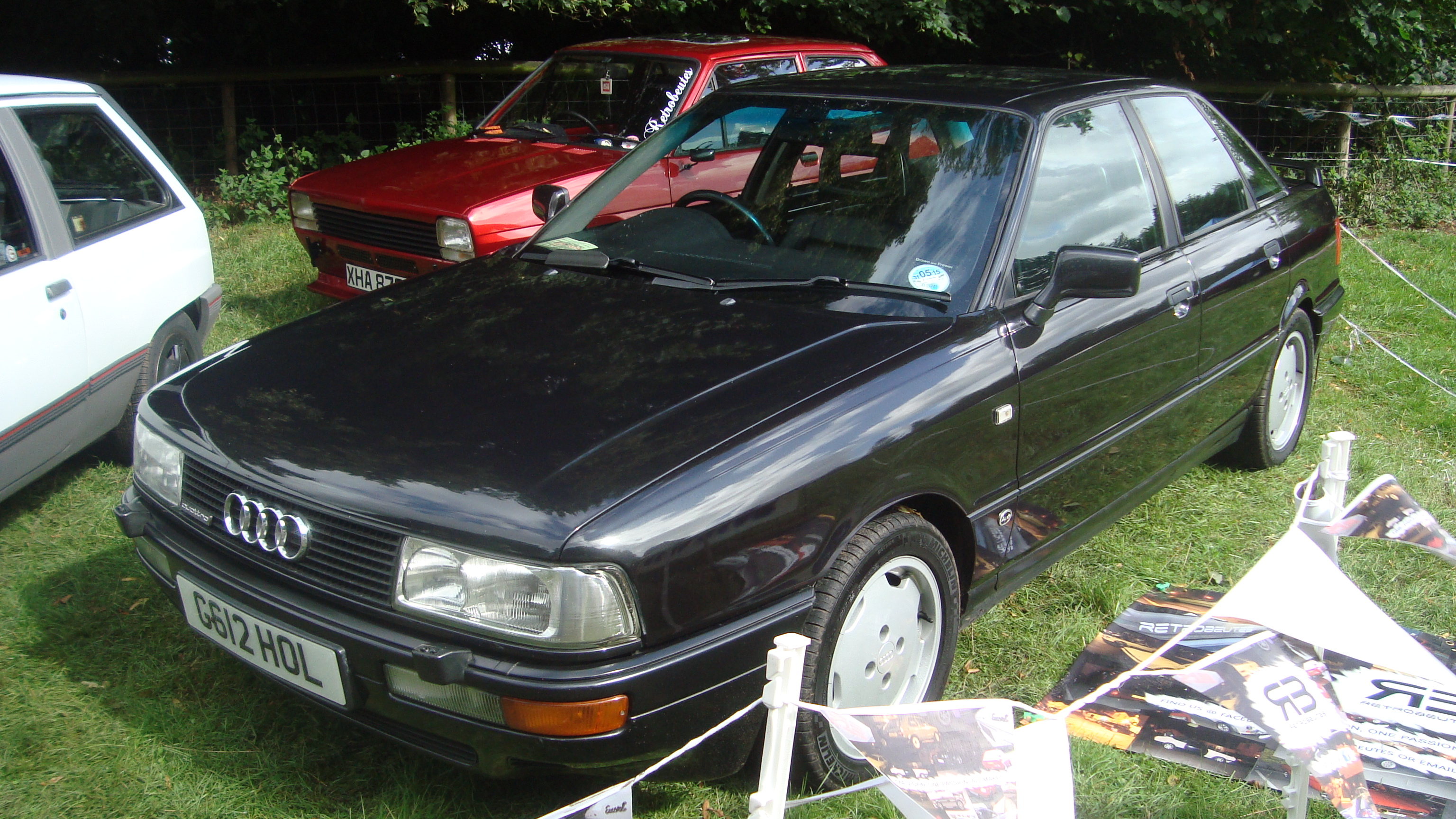
Audi 90 quattro

### Motoren/Daten
| Modell   | Motorkenn- buchstaben | Motorbauart, Hubraum   | Leistung      | Höchst- geschwindigkeit | Beschleunigung (0–100 km/h) | DIN Verbrauch in Liter auf 100 km bei 90/120/Stadt Front [Automatik] (Quattro) |
| -------- | --------------------- | ---------------------- | ------------- | ----------------------- | --------------------------- | ------------------------------------------------------------------------------ |
| 2.0E     | PS                    | Fünfzylinder, 1994 cm³ | 85 kW/115 PS  | 196 km/h                | 10,2 s                      | 6,1 / 7,8 / 11,4 Super                                                         |
| 2.0 20V1 | NM                    | Fünfzylinder, 1994 cm³ | 118 kW/160 PS | 215 km/h                | 8,9 s                       | 6,6 / 8,5 / 13,3 Super Plus                                                    |
| 2.3E1    | NG2                   | Fünfzylinder, 2309 cm³ | 100 kW/136 PS | 206 km/h                | 9,2 s                       | 6,3 / 8,3 / 11,8 [7,2 / 9,0 / 12,4] (6,7 / 8,8 / 12,8) Super                   |
| 2.3E1    | NG2                   | Fünfzylinder, 2309 cm³ | 98 kW/133 PS  | 202 km/h                | 9,2 s                       |                                                                                |
| 2.3 20V1 | 7A2                   | Fünfzylinder, 2309 cm³ | 125 kW/170 PS | 220 km/h                | 8,6 s                       | 7,0 / 8,5 / 13,2 [7,9 / 9,3 / 13,9] (7,6 / 9,2 / 13,7) Super                   |
| 2.3 20V1 | 7A2                   | Fünfzylinder, 2309 cm³ | 123 kW/167 PS | 220 km/h                | 8,6 s                       |                                                                                |
| 1.6TD    | RA/SB                 | Vierzylinder, 1588 cm³ | 59 kW/80 PS   | 174 km/h                | 14,6 s                      | 3,8 / 5,3 / 6,9 Diesel                                                         |

1:Auch mit Quattro-Antrieb erhältlich
2: Der Motortyp NG und 7A hatten ab Anfang 1990 2 kW weniger, durch Änderungen der Nockenwellen beim NG und Wegfall des vormals serienmäßigen Fächerkrümmers sowie Änderungen an der Einspritzanlage beim 7A.
- Höchstgeschwindigkeit bei Automatik und quattro ca. 2 km/h geringer.
- Beschleunigung 0–100 km/h beim 2.3 20V mit Quattroantrieb 0,2 s besser, alle Automatikversionen ca. 2 s schlechter.

## Aufgabe der Modellbezeichnung
Der Audi 90 wurde nach der Modellpflege des Audi 80 B3 im Spätsommer 1991 und der somit erfolgten Einführung des Audi 80 B4 in Europa nicht mehr unter dieser Modellbezeichnung angeboten; unabhängig von Motorisierung und Ausstattung waren alle Audi-Mittelklassemodelle nur noch als „Audi 80“ erhältlich.

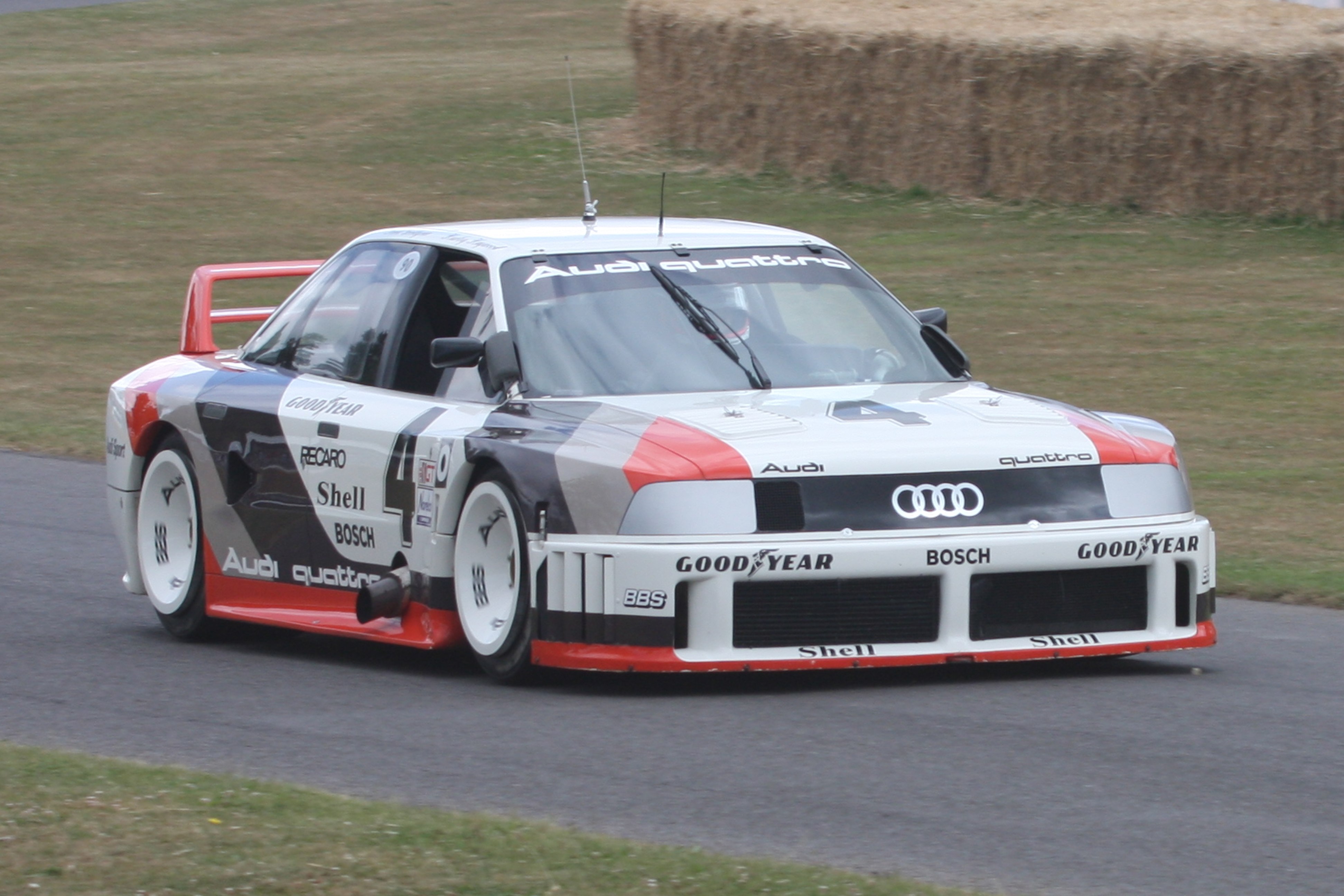
Audi 90 quattro IMSA GTO

Mit der Etablierung von Audi als Premiummarke wurde das Prinzip „eine Modellreihe, zwei Modellbezeichnungen“ zugunsten eines Premiummodells aufgegeben. Davon betroffen war auch der ebenfalls eingestellte Audi 200 C3.

## Motorsport
Der Audi 90 B3 wurde als Werksrennwagen Audi 90 quattro IMSA GTO in der amerikanischen IMSA-Rennserie eingesetzt. Dort erzielte man 7 Laufsiege und wurde am Ende der Saison Vizemeister.

## Exportmodelle

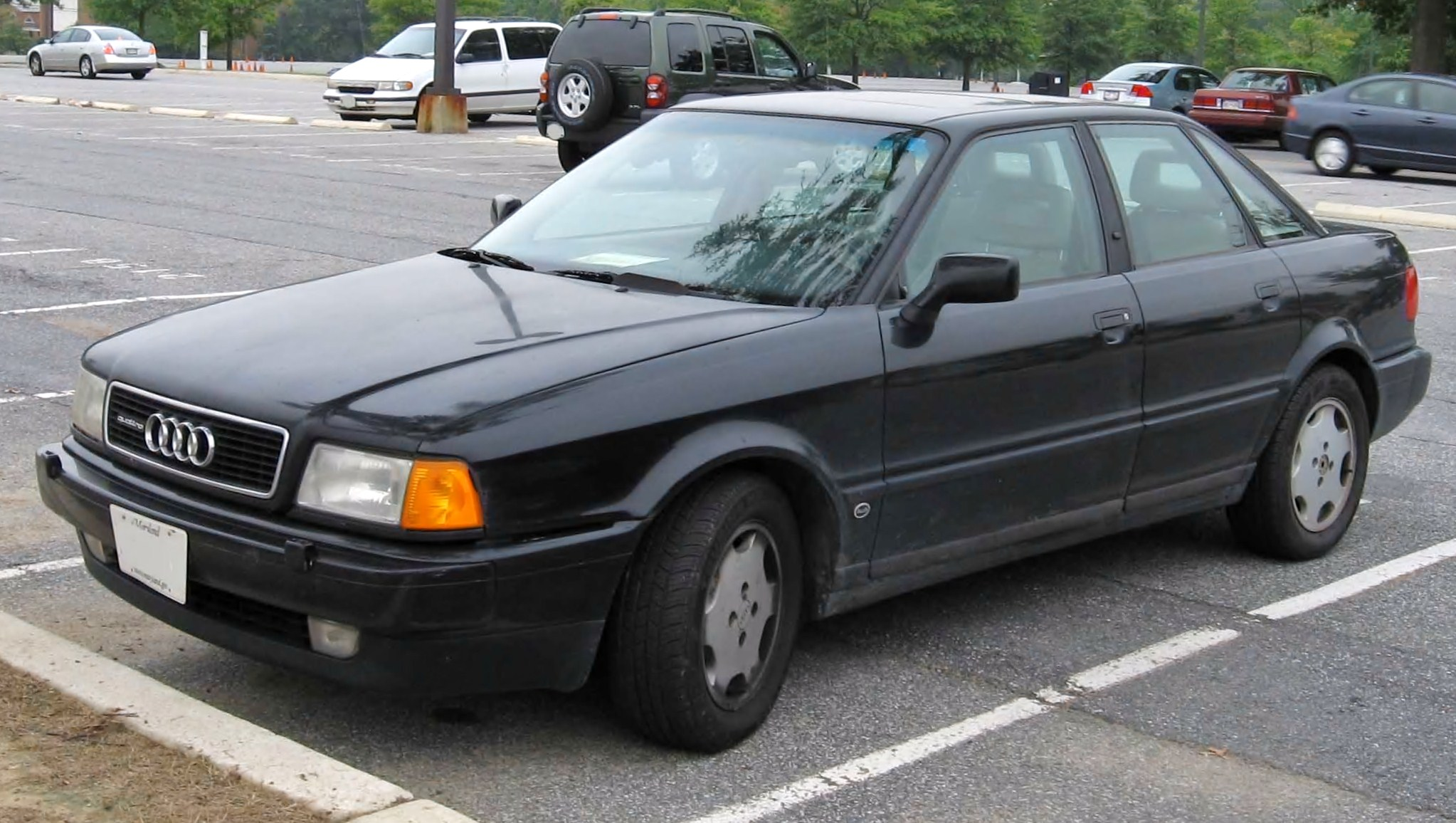
Audi 90 B4 in US-Spezifikation

Die Exportmodelle des Audi 90 Typ 81/85 nach Nordamerika wurden als Audi 4000 CS bezeichnet (Audi 80: Audi 4000). Äußerlich unterschieden sich diese durch geänderte Scheinwerfer und wuchtigere Stoßstangen von den für Europa bestimmten Audi-90-Modellen.
Erst ab dem Typ 89 wurde in Nordamerika die Bezeichnung „Audi 90“ eingeführt.
Die Bezeichnung Audi 90 wurde in Nordamerika beim Modell Audi 80 B4 bis zur Ablösung der Modellreihe im Jahr 1994 durch den Audi A4 weitergeführt. Kennzeichnend für die US-Version des B4 sind unter anderem geänderte Stoßfänger, orange Blinklichtgläser vorn und eine im Vergleich zu den für den deutschen Markt bestimmten Fahrzeugen erheblich ausgeweitete Basisausstattung. Der B4 wurde in den USA ausschließlich mit den damals aktuellen V6-Motoren angeboten.